# جنیفر تاد
جنیفر تاد (انگلیسی: Jennifer Todd؛ زادهٔ ۳ اکتبر ۱۹۶۹) یک تهیه‌کننده اهل ایالات متحده آمریکا است. وی پس از مدیریت کمپانی فیلم مارک گوردون، برای مدیریت کمپانی پرل استریت فیلمز قبول شد. مؤسسان این کمپانی بن افلک و مت دیمون بوده‌اند.

## کار حرفه‌ای
جنیفر تاد در ساخت فیلم‌هایی همچون قدرت آستین، اتاق بخار، بهترین ، سلست و جس برای همیشه و ممنتو نقش داشته‌است.
جنیفر معمولاً در کنار خواهرش سوزان تاد به کار تهیه‌کنندگی فیلم می‌پردازد.
وی در سال ۲۰۱۷ او به عنوان تهیه‌کننده هشتاد و نهمین دوره جوایز اسکار به همراه مایکل دلوکا تعیین شد.

## جوایز
وی برای ساخت فیلم اگر این دیوارها می‌توانستند صحبت کنند ۲، نامزد دریافت جایزه امی و برنده جایزه لوسی شد.

## خانواده
تاد همسر کریس مسینا، بازیگر سینما است. آن‌ها دارای دو فرزند هستند.